# István Kende
István Kende (* 13. März 1917 in Maramarossziget, Königreich Ungarn; † 13. November 1988 in Budapest) war ein ungarischer Friedensforscher.

## Leben
István Kende wurde als Sohn eines Bergwerksangestellten jüdischer Herkunft geboren. Er war Professor für die Geschichte der internationalen politischen Beziehungen an der Karl-Marx-Universität für Ökonomie in Budapest. International bekannt wurde er durch seine in der Friedensforschung weithin anerkannten Definition des Kriegsbegriffs.

## Kriegsmerkmale nach Kende
Nach seiner Lesart zeigt ein Krieg folgende Merkmale auf:
1. zwei oder mehr bewaffnete Streitkräfte mit regulären Streitkräften der Regierung (Militär, paramilitärische Verbände, Polizeieinheiten) auf mindestens einer Seite;
2. ein Mindestmaß an zentral gelenkter Organisation der Kriegführenden und des Kampfes, selbst wenn dies nicht mehr bedeutet als organisierte bewaffnete Verteidigung oder planmäßige Überfälle (Guerillaoperationen, Partisanenkrieg usw.);
3. bewaffnete Operationen mit einer gewissen Kontinuierlichkeit und nicht nur als gelegentliche, spontane Zusammenstöße, d. h. beide Seiten operieren nach einer planmäßigen Strategie.[2]

## Werke (Auswahl)
- Kriege nach 1945 : eine empirische Untersuchung, Frankfurt/Main : Haag und Herchen, 1982, ISBN 3-88129-585-2
- Über die Kriege seit 1945, mit einer Zusammenstellung der Kriege von 1945 - 1982, Bonn-Bad Godesberg : Dt. Ges. für Friedens- u. Konfliktforschung, 1982, DGFK-Hefte; Nr. 16
- Local wars in Asia, Africa and Latin America, 1945- 1969, Budapest, Center for Afro-Asian Research, 1972
- Forró béke, hidegháború – a diplomáciai kapcsolatok története 1945–1956. Kossuth Könyvkiado, Budapest 1970.